# Беляев, Евгений Михайлович
Евгений Михайлович Беля́ев (1926—1994) — советский и российский певец (лирический тенор). Народный артист СССР (1967). Лауреат Государственной премии СССР (1978).

## Биография
Евгений Беляев родился 11 сентября 1926 года в городе Клинцы Гомельской губернии РСФСР (ныне — в Брянской области, Россия).
В конце 1944 года был призван в РККА. С января 1945 года принимает участие в Великой Отечественной войне на должности разведчика- наблюдателя 6-й батареи 1211-го гаубичного артиллерийского полка 67-й гаубичной артиллерийской бригады 5-й гвардейской тяжелой артиллерийской дивизии прорыва 2-го Украинского фронта. За боевые отличия на войне был награждён медалью «За отвагу».
С 1947 года — солист Ансамбля песни и пляски Прикарпатского военного округа, в 1953—1955 — Ансамбля песни и пляски Киевского военного округа, с 1955 года — Ансамбля песни и пляски Советской армии имени А. В. Александрова, с 1980 — Государственного гастрольно-концертного объединения РСФСР «Росконцерт» (Москва) (ныне ФГБУК «Росконцерт»).
В 1968 году окончил Московский музыкально-педагогический институт им. Гнесиных (ныне Российская академия музыки имени Гнесиных) (по другим источникам — Государственное музыкальное училище им. Гнесиных (ныне Колледж имени Гнесиных)).
В составе Ансамбля песни и пляски Советской армии имени А. В. Александрова выступал за рубежом: Европа, США, Канада, Япония.
В качестве солиста исполнял русскую и зарубежную классику, русские и украинские народные песни, произведения советских композиторов. Исполнитель известных песен «Соловьи», «Присядем, друзья, перед дальней дорогой», «В землянке», «С чего начинается Родина», «Калинка».
В 1960-е годы принимал участие в съёмках новогодних телепередач «Голубого огонька», исполнял песню «Тройка» Петра Булахова (или Павла Булахова), участвовал в фильмах-концертах.
Записывался на грампластинки.
Голос певца — средний между лирическим тенором и тенором-альтино, звонкий и лёгкий, прозрачного тембра. При исполнении пользуется как академическим, опёртым на дыхание способом звукоизвлечения, так и «народной», широкой манерой пения, с неприкрытыми гласными звуками. Голос отличается также хорошо сформированными от природы переходами между двумя регистрами, широким диапазоном.
Член КПСС с 1952 года.
Перед самой смертью в феврале 1994 года лечился в Главном военном клиническом госпитале им. Н. Н. Бурденко в Москве. Как-то певец отпросился у врачей домой (ныне на улице Новый Арбат) на выходные, где скоропостижно скончался от сердечного приступа 21 февраля 1994 года (по другим источникам — 22 февраля).
Похоронен на Троекуровском кладбище (участок 3).

### Семья
- Был женат, имел двух сыновей, один из которых стал профессиональным пианистом.

## Награды и звания
- Заслуженный артист РСФСР (1958)
- Народный артист РСФСР (1960)[8].
- Народный артист СССР (1967)
- Государственная премия СССР (1978) — за концертные программы последних лет
- Орден Отечественной войны 2-й степени (06.04.1985)
- Орден Красной Звезды (20.11.1964)
- Медаль «За отвагу» (20.02.1945)
- Медаль «За боевые заслуги» (30.12.1956)[9]
- Медаль «За доблестный труд. В ознаменование 100-летия со дня рождения Владимира Ильича Ленина»
- Медаль «За победу над Германией в Великой Отечественной войне 1941—1945 гг.»
- Медаль «За освобождение Праги»
- Медаль ЧССР
- Знак «50 лет Краснознамённому ансамблю» (1978)
- Почётный гражданин города Клинцы[5].

## Память
- В феврале 2008 года именем певца названа музыкальная школа в Клинцах.